# Байкокше Балгынбайулы
Байкокше́ Балгынбайулы́ (каз. Байкөкше Балғынбайұлы; 24 мая 1813, Кызыл-Адыровская волость, Семипалатинский уезд — 1892) — казахский поэт-импровизатор, сказитель, оратор.
Оказал большое влияние на мировоззрение и творчество Абая Кунанбаева. Произведения: «Энет баба», «Мамай батыр», «Токтамыс батыр», «Кенгирбай би» (посвящено Кенгирбаю Жандосулы), «Караменде би», «Кобей би», «Тобышык торы» и т. д.